# کارداناخی
کارداناخی (به گرجی: კარდენახი) یک روستا در شهرداری گورجاآنی در استان کاختی گرجستان است.